# قاع ما ريني الأسود
قاع ما ريني الأسود (بالإنجليزية: Ma Rainey's Black Bottom)‏ هو فيلم دراما أمريكي صدر عام 2020 من إخراج جورج س. ولف ومن بطولة فيولا ديفيس،تشادويك بوسمان دوره الأخير قبل وفاته،غلين تورمان وكولمان دومينغو.

## روابط خارجية
- قاع ما ريني الأسود على موقع IMDb (الإنجليزية)
- قاع ما ريني الأسود على موقع ميتاكريتيك (الإنجليزية)
- قاع ما ريني الأسود على موقع روتن توميتوز (الإنجليزية)
- قاع ما ريني الأسود على موقع نتفليكس (الإنجليزية)
- قاع ما ريني الأسود على موقع ألو سيني (الفرنسية)
- قاع ما ريني الأسود على موقع أول موفي (الإنجليزية)
- قاع ما ريني الأسود على موقع فيلمافينيتي (الإسبانية)
- قاع ما ريني الأسود على موقع قاعدة بيانات الفيلم (الإنجليزية)
- قاع ما ريني الأسود على موقع ليتربوكسد (الإنجليزية)
- قاع ما ريني الأسود على موقع كينوبويسك (الروسية)